# Írország a Junior Eurovíziós Dalfesztiválokon
Írország kilenc alkalommal vett részt a Junior Eurovíziós Dalfesztiválon.
Az ír műsorsugárzó a TG4, amely 2007-ben lett tagja az Európai Műsorsugárzók Uniójának, és 2015-ben csatlakozott a versenyhez.

## Története

### Évről évre
Írország a 2015-ös Junior Eurovíziós Dalfesztiválon vett részt először. Első indulójuk Aimee Banks volt, aki Réalta na Mara című dalával a tizenkettedik helyezett lett. A következő évben végeztek először a legjobb tíz között, szám szerint tizedikek lettek. Ezután egymás után kétszer, 2017-ben és 2018-ban is tizenötödikek lettek, amely az ország legrosszabb eredményének számít. 2019-ben tizenkettedikként zárták a versenyt. 
A következő évben a Covid19-pandémia miatt bevezetett utazási korlátozásokra és a verseny megrendezése körül kialakult bizonytalanságra hivatkozva visszaléptek a versenytől, de 2021-ben visszatértek.  Ekkor ismét utolsó előttiek lettek, csak úgy, mint 2017-ben, viszont ezúttal kevesebb pontot gyűjtöttek össze. A zsűri szavazáson egyedül Olaszországtól kaptak pontot. 2022-ben érték el eddigi legjobb helyezésüket Sophie Lennonnak köszönhetően, amely a negyedik helynek felel meg. A következő évben azonban ennek ellentétét, legrosszabb helyezésüket szerezték meg, utolsók lettek. Érdekesség, hogy az országot képviselő Jessica McKean segédjeként vett részt a produkcióban az előző évi versenyző, Sophie Lennon. 2024-ben sem értek el jó helyezést, ekkor tizenötödikek lettek.

### Nyelvhasználat
Írország kilenc versenydala közül nyolc teljes egészében ír nyelvű volt, egy ír és angol kevert nyelvű volt.
Legelső daluk tartalmazott egy kifejezést latinul, míg 2021-es daluk tartalmazott egy kifejezést francia nyelven és egy többször ismételt mondatot angol nyelven is.

### Nemzeti döntő
Írország nemzeti válogatója a Junior Eurovision Éire, és az ország debütálása óta minden alkalommal ennek segítségével választották ki indulójukat. Abban az évben, amikor Írország nem vett részt a nemzetközi versenyen, nem rendezték meg.
2015 és 2018 között minden évben négy elődöntőt és egy döntőt rendeztek, míg 2019-ben négy válogatóműsorból, egy elődöntőből és a nagy döntőből állt a válogató. 2020-ban elmaradt a verseny, ekkor az ország nem vett részt a dalfesztiválon. 2021-től ugyanúgy hat adással folytatódott a műsor, de 2023-ig változás volt, hogy csak az előadót választották ki, a versenydalokat egy későbbi időpontban mutatták be. 2024-ben az előadóról és a daláról is a műsor alatt döntöttek.
A műsor alatt csak a zsűri döntött az eredményekről, az adásokat pedig előre felvették és egy későbbi időpontban sugározták.

## Résztvevők
| Év   | Előadó             | Dal             | Magyar fordítás   | Helyezés | Pontszám |
| ---- | ------------------ | --------------- | ----------------- | -------- | -------- |
| 2015 | Aimee Banks        | Réalta na Mara  | A tenger csillaga | 12.      | 36       |
| 2016 | Zena Donnelly      | Bríce ar Bhríce | Tégláról téglára  | 10.      | 122      |
| 2017 | Muireann McDonnell | Súile Glasa     | Zöld szemek       | 15.      | 54       |
| 2018 | Taylor Hynes       | IOU             | —                 | 15.      | 48       |
| 2019 | Anna Kearney       | Banshee         | —                 | 12.      | 73.      |
|      |                    |                 |                   |          |          |
| 2021 | Maiú Levi Lawlor   | Saor            | Szabad            | 18.      | 44       |
| 2022 | Sophie Lennon      | Solas           | Fény              | 4.       | 161      |
| 2023 | Jessica McKean     | Aisling         | Álom              | 16.      | 42       |
| 2024 | Enya Cox Dempsey   | Le chéile       | Együtt            | 15.      | 55       |
| 2025 |                    |                 |                   |          |          |

## Szavazástörténet

### 2015–2024
| Hely | Ország           | Pont |
| ---- | ---------------- | ---- |
| 1.   | Grúzia           | 52   |
| 2.   | Franciaország    | 45   |
| 3.   | Olaszország      | 45   |
| 4.   | Lengyelország    | 44   |
| 5.   | Albánia          | 41   |
| 6.   | Ukrajna          | 35   |
| 7.   | Örményország     | 31   |
| 8.   | Hollandia        | 28   |
| 9.   | Észak-Macedónia  | 25   |
| 10.  | Fehéroroszország | 25   |

| Hely | Ország        | Pont |
| ---- | ------------- | ---- |
| 1.   | Málta         | 30   |
| 2.   | Olaszország   | 28   |
| 3.   | Ukrajna       | 21   |
| 4.   | Szerbia       | 18   |
| 5.   | Lengyelország | 18   |
| 6.   | Franciaország | 18   |
| 7.   | Portugália    | 15   |
| 8.   | Grúzia        | 14   |
| 9.   | Ausztrália    | 13   |
| 10.  | Hollandia     | 11   |

Írország még sosem adott pontot a döntőben a következő országoknak: Észtország, Izrael, Montenegró, San Marino és Wales
Írország még sosem kapott pontot a döntőben a következő országoktól: Azerbajdzsán, Észtország, Fehéroroszország, Izrael és Montenegró

## Háttér
| Év   | Rendező  | Kommentátor                                      | Pontbejelentő                                    |
| ---- | -------- | ------------------------------------------------ | ------------------------------------------------ |
| 2015 | Szófia   | Stiofán Ó Fearail és Caitlín Nic Aoidh           | Anna Banks                                       |
| 2016 | Valletta | Eoghan McDermott                                 | Andrea Leddy                                     |
| 2017 | Tbiliszi | Eoghan McDermott                                 | Walter McCabe                                    |
| 2018 | Minszk   | Mícheál Ó Ciaraidh és Sinéad Ní Uallacháin       | Alex Hynes                                       |
| 2019 | Gliwice  | Sinéad Ní Uallacháin                             | Leo Kearney                                      |
| 2020 | Varsó    | Nem vettek részt és nem közvetítették a versenyt | Nem vettek részt és nem közvetítették a versenyt |
| 2021 | Párizs   | Louise Cantillon                                 | Reuben Levi Hackett                              |
| 2022 | Jereván  | Sinéad Ní Uallacháin                             | Holly Lennon                                     |
| 2023 | Nizza    | Sinéad Ní Uallacháin                             | Louisa McKean                                    |
| 2024 | Madrid   | Louise Cantillon                                 |                                                  |
| 2025 | Tbiliszi |                                                  |                                                  |

## Galéria

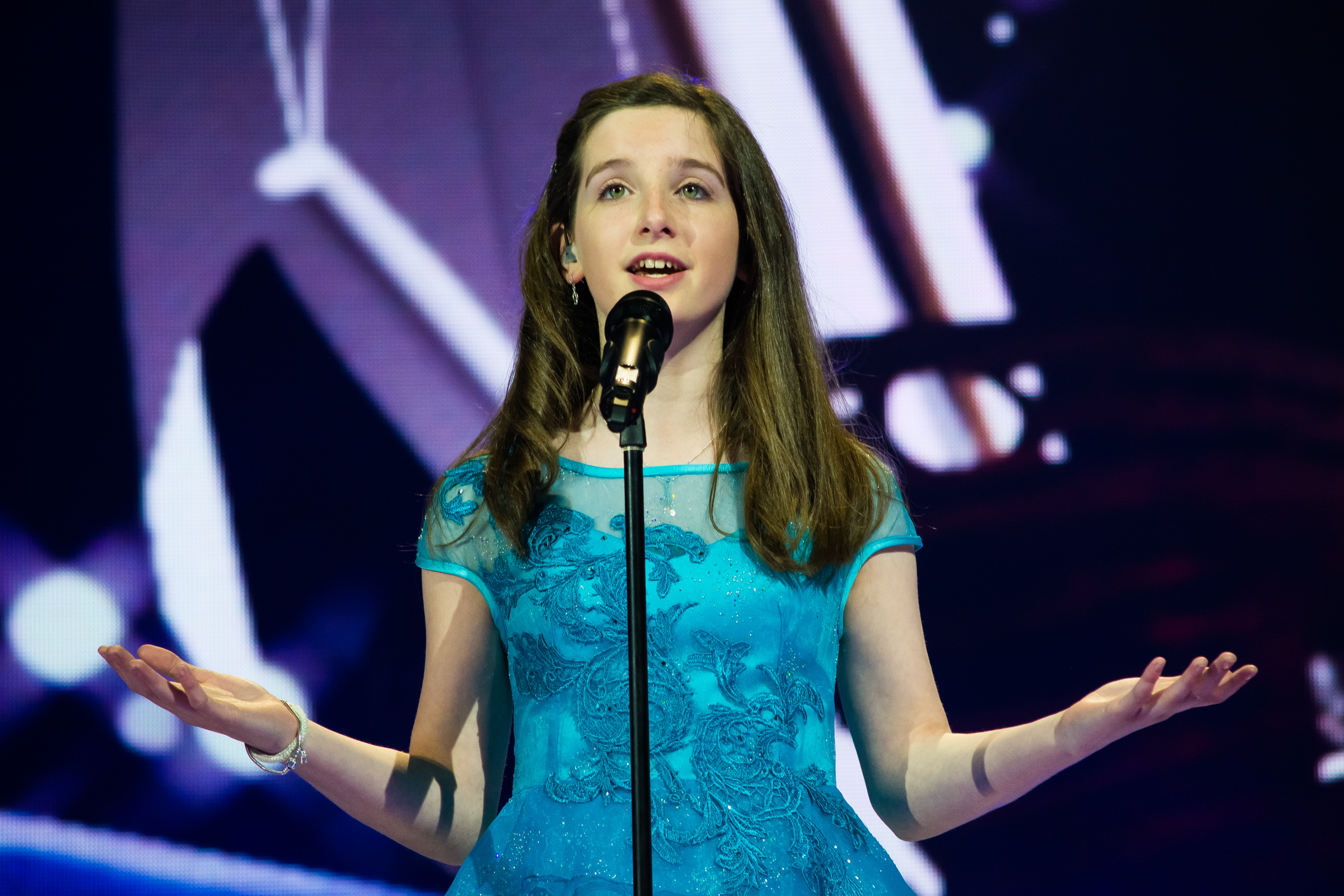
Aimee Banks Szófiában (2015)
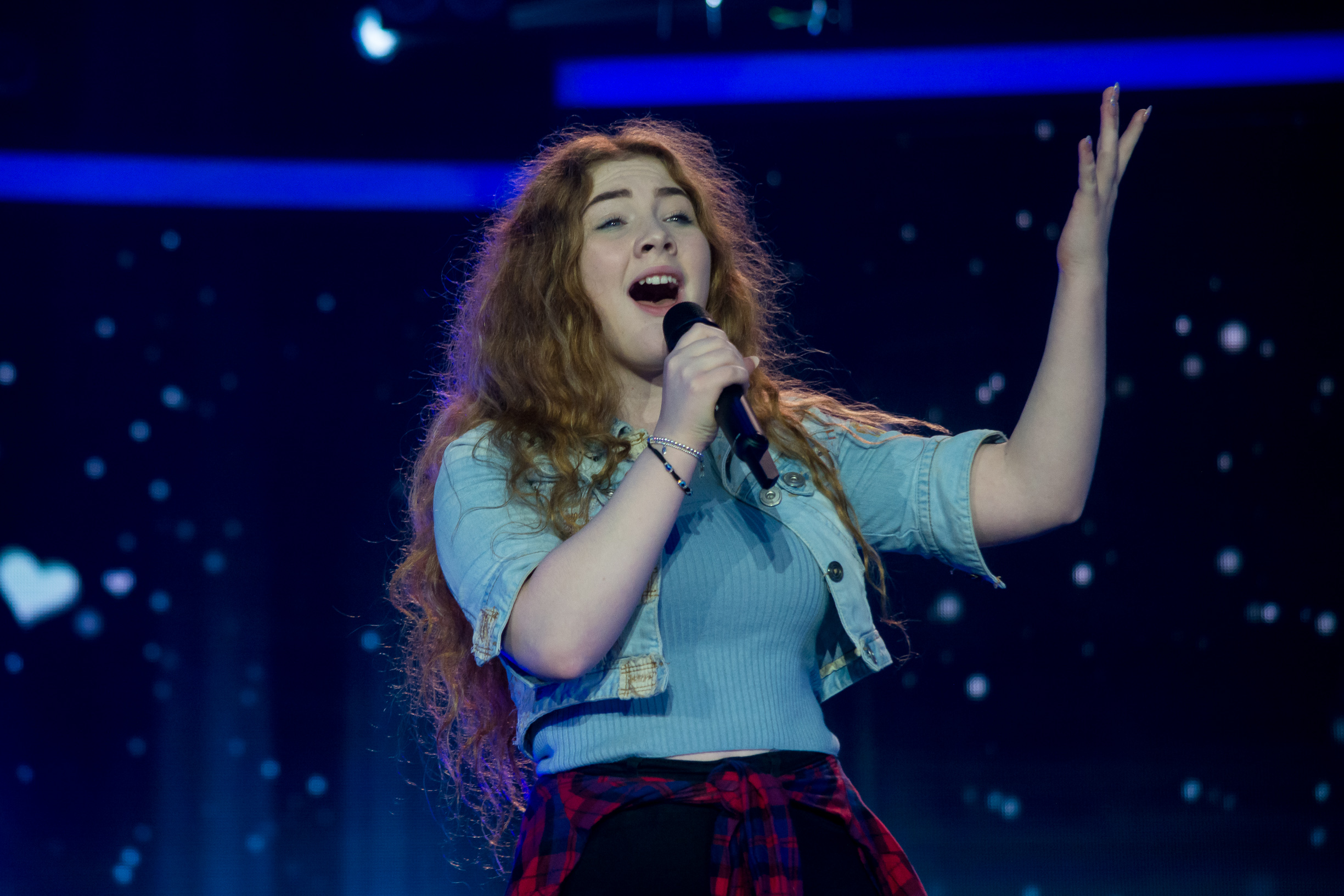
Zena Donnelly Vallettán (2016)
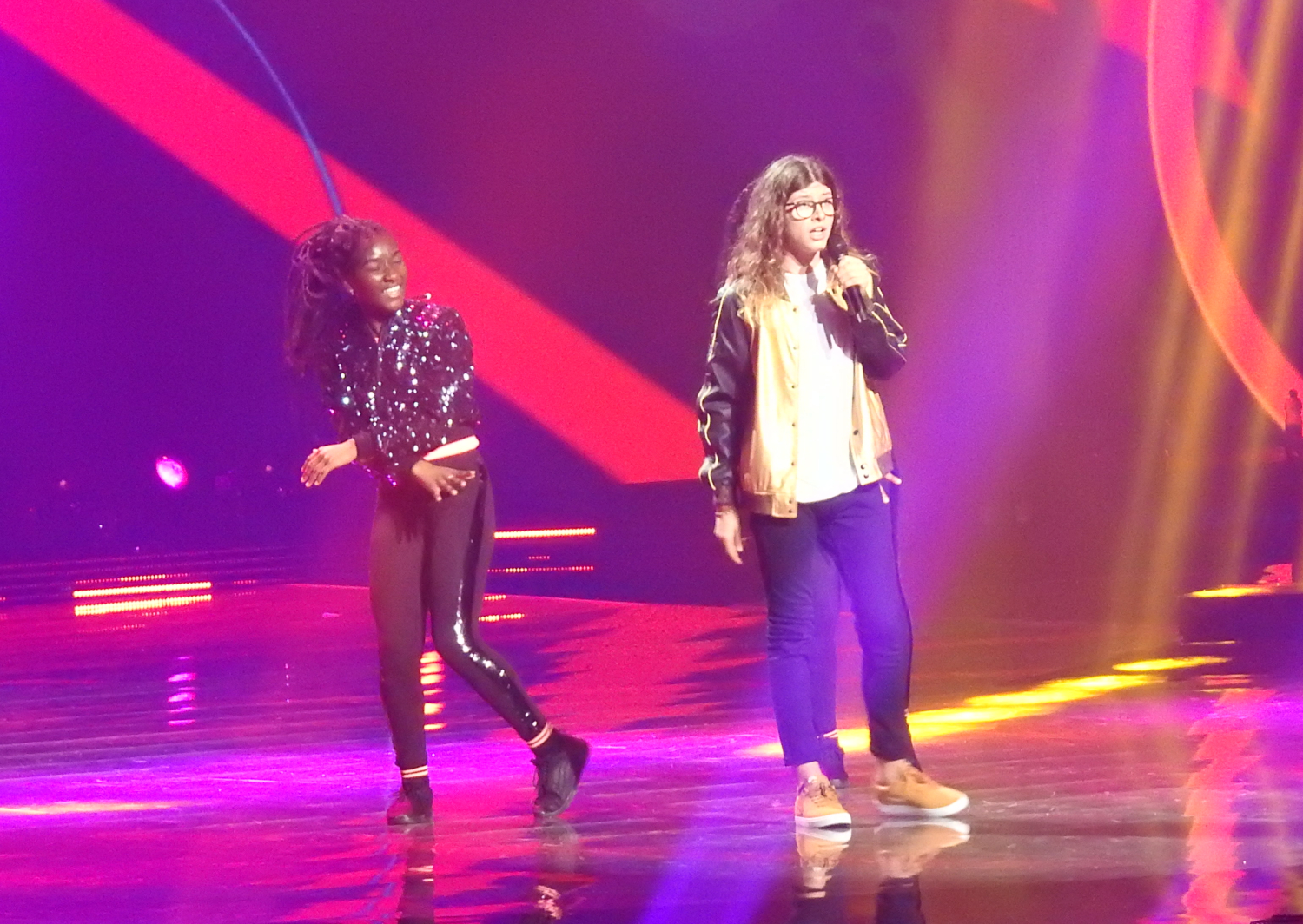
Taylor Hynes Minszkben (2018)
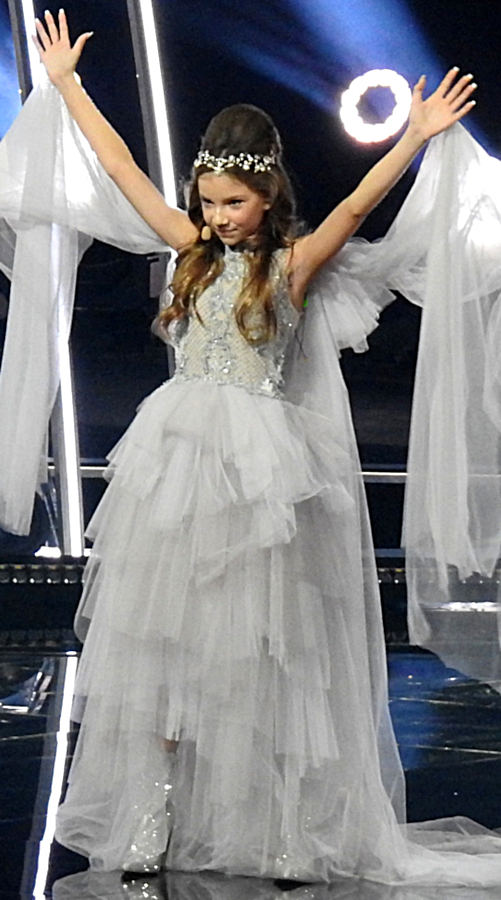
Anna Kearney Gliwicében (2019)

## Lásd még
- Írország az Eurovíziós Dalfesztiválokon